# برایدون مانو
برایدون مانو (انگلیسی: Braydon Manu؛ زادهٔ ۲۸ مارس ۱۹۹۷) بازیکن فوتبال اهل آلمان است.
از باشگاه‌هایی که در آن بازی کرده‌است می‌توان به باشگاه فوتبال هالشر و باشگاه فوتبال هامبورگ اشاره کرد.